# Mamitu Daska
Mamitu Daska (Liteshoa, 16 oktober 1983) is een Ethiopische atlete, die is gespecialiseerd in de marathon. Ze schreef verschillende marathons op haar naam.

## Biografie
Daska won in 2010 de marathon van Dubai. In 2011 bevestigde Daska haar mogelijkheden en won de marathon van Houston en de marathon van Frankfurt. Bij haar overwinning in Frankfurt verbeterde ze tevens haar persoonlijk record op de marathon tot 2:21.59. In 2014 won ze de Bolder Boulder en een jaar later won ze de TCS World in Bangalore en de Great Ethiopian Run.

## Persoonlijke records
| Onderdeel      | Prestatie | Datum            | Plaats         |
| -------------- | --------- | ---------------- | -------------- |
| 10.000 m       | 30.55,56  | 17 juni 2015     | Hengelo        |
| 10 km          | 31.04     | 22 juni 2014     | Boston         |
| 15 km          | 46.42     | 13 februari 2015 | Ras al-Khaimah |
| 20 km          | 1:02.58   | 13 februari 2015 | Ras al-Khaimah |
| halve marathon | 1:06.28   | 13 februari 2015 | Ras al-Khaimah |
| 25 km          | 1:22.45   | 10 oktober 2010  | Chicago        |
| 30 km          | 1:39.46   | 30 oktober 2011  | Frankfurt      |
| marathon       | 2:21.59   | 30 oktober 2011  | Frankfurt      |

## Palmares

### 10.000 m
- 2009:  Ethiopische kamp. in Addis Ababa - onbekend
- 2015: 4e Ethiopian Trials in Hengelo - 30.55,56

### 5 km
- 2008:  Run for JJ in Rehoboth Beach - 16.19
- 2009:  Freihofer's Run for Women in Albany - 15.29,8
- 2010:  Freihofer's Run for Women in Albany - 15.22,8
- 2011:  Freihofer's Run for Women in Albany - 15.18,5
- 2012:  Freihofer's Run for Women in Albany - 15.19,1
- 2014:  BAA in Boston - 15.14
- 2014:  Freihofer's Run for Women in Albany - 15.21,3
- 2015:  BAA in Boston - 14.52

### 10 km
- 2008: 4e Run for Oromia in Minneapolis - 33.42
- 2009:  Bolder Boulder - 32.48
- 2010:  Bolder Boulder - 32.28
- 2011:  Bolder Boulder - 32.34,5
- 2012:  Bolder Boulder - 33.05,3
- 2012:  Atlanta Journal-Constitution Peachtree Road Race - 32.22
- 2013:  Oakley New York Mini - 31.47
- 2013:  BAA in Boston - 31.44
- 2013: 5e AJC Peachtree Road Race in Atlanta - 32.39
- 2014:  Healthy Kidney in New York - 31.41
- 2014:  Bolder Boulder - 32.21,7
- 2014:  Oakley New York Mini - 31.49
- 2014:  BAA in Boston - 31.04
- 2015:  TCS World in Bangalore - 31.57
- 2015:  Great Ethiopian Run - 32.17
- 2017:  World's Best 10K in San Juan - 31.59

### 15 km
- 2008:  Sao Silvestre in Luanda - 50.52
- 2010: 5e Utica Boilermaker - 49.48
- 2012:  Utica Boilermaker - 49.26

### 10 Eng. mijl
- 2014:  Credit Union Cherry Blossom - 52.05

### 20 km
- 2008:  Maroilles - 1:09.29
- 2008: 4e 20 km van Parijs - 1:08.40

### halve marathon
- 2006:  halve marathon van Alicante - 1:14.54
- 2006: 5e halve marathon van Granollers - 1:16.51
- 2006:  halve marathon van Orihuela - 1:17.41
- 2008:  halve marathon van Parkersburg - 1:13.56
- 2008:  Route du Vin - 1:12.36
- 2009:  halve marathon van New York - 1:11.04
- 2009: 4e halve marathon van New Delhi - 1:08.07
- 2011:  Afrikaanse Spelen 2011 - 1:10.52
- 2013:  halve marathon van Houston - 1:09.53
- 2014:  halve marathon van Boston - 1:08.20
- 2015:  halve marathon van Ras al-Khaimah - 1:06.28
- 2015:  halve marathon van Luanda - 1:09.05
- 2015:  Afrikaanse Spelen in Brazzaville - 1:12.42
- 2017: 5e halve marathon van Houston - 1:09.01
- 2018: 4e halve marathon van New York - 1:12.50
- 2018: 4e halve marathon van Boston - 1:09.50

### marathon
- 2009:  marathon van Berlijn – 2:26.38
- 2010:  marathon van Dubai – 2:24.18
- 2010: 4e marathon van Chicago – 2:28.29
- 2011:  marathon van Houston - 2:26.33
- 2011:  marathon van Frankfurt - 2:21.59
- 2012: 9e marathon van Dubai - 2:24.24
- 2012:  marathon van Frankfurt - 2:23.52
- 2013: 12e Boston Marathon - 2:33.31
- 2013: 4e marathon van Frankfurt - 2:23.23
- 2014: 4e marathon van Shanghai - 2:29.35
- 2016: 9e marathon van Dubai - 2:28.53
- 2016: 10e Boston Marathon - 2:37.31
- 2016:  marathon van Frankfurt - 2:06.48

### veldlopen
- 2008:  Oost-Afrikaanse kamp. in Moshi - 27.44,9
- 2009: 12e WK in Amman - 27.04
- 2010: 8e WK in Bydgoszcz - 25.03
- 2015: 8e WK in Guiyang - 26.29

### overige afstanden
- 2012:  Bay to Breakers (12 km) – 39.03